# Felipe Cossio del Pomar
Felipe Cossío del Pomar (Morropón, 31 de mayo de 1888 - Lima, 25 de junio de 1981) fue un pintor y político aprista peruano. Exiliado en México por su actividad política, fundó en 1938 una escuela de arte en San Miguel de Allende, México. Tras el fracaso de la experiencia, emprendió, en 1950, el Instituto Allende, escuela de arte de nivel universitario que aún continúa vigente y destaca en la educación artística en México.

## Primeros años
Nació en 1888 en la provincia de Morropón, en la región de Piura, Perú. Su familia era propietaria de la hacienda "El Ala" y estaba emparentada con importantes figuras como Pío Tristán o Paul Gauguin, celebre pintor nieto de Flora Tristán.
Se trasladó a Lima, donde estudió hasta 1904 en el Colegio de Guadalupe, y luego Letras en la Universidad Mayor de San Marcos. Debido a que su familia deseaba que él estudie una carrera, según su perspectiva, con más rentabilidad, fue enviado en 1906 a Bélgica, donde cursó Derecho en la Universidad Católica de Lovaina. Ya en ese país, se trasladó a Bruselas, donde estudió artes plásticas en la Universidad Libre. Esa etapa en Europa finalizó cuando se traslada a París, donde se dedica a ser artista plástico, tomando contacto con personalidades comoPablo Picasso, Marc Chagall y Henri Matisse.
En 1917, el artista se traslada a Estados Unidos de América, trabajando como retratista modernista, hasta que en 1921, animado por sus recientes reformas, migra a Cusco para trabajar en la Universidad San Antonio Abad de dicha ciudad. En esa localidad, toma contacto con Víctor Raúl Haya de la Torre y las ideas de la naciente Alianza Popular Revolucionaria Americana (APRA). Aquí, obtiene el grado de Doctor en Letras en 1922 con una tesis sobre la historia de las artes plásticas cusqueñas.
A partir de 1920, el gobierno de Leguía comenzó a perseguir y prohibir al APRA, por lo que en octubre de 1923 deporta a Haya de la Torre. En el contexto del exilio, Haya de la Torre y muchos miembros de la generación de 1920 pertenecientes a la vanguardia de izquierda latinoamericana se reúnen en torno a las ideas del indoamericanismo continentalista y de la unión geopolítica de los países americanos, basándose en el reconocimiento del espíritu indígena de cada país.  Así también en torno a las ideas de la APRA que reivindicaba la integración continental y los valores del mestizaje cultural inspirado en el espíritu y en el legado indígena. Estos exiliados forman secciones de la APRA, a lo largo y ancho de varias capitales de Europa y de Latinoamérica, como México, Cuba, La Paz, Buenos Aires, Panamá; compartiendo un mismo discurso. Cossío del Pomar, ya asumido aprista por sus contactos en Cusco, y habiéndose trasladado a Estados Unidos en 1925, forma una base de apoyo a Haya y a las ideas de la APRA en ese país, reuniéndose con el líder en Ciudad de México, donde entabla amistad con Diego Rivera, líder de los muralistas y de una corriente artística nacionalista y posrevolucionaria mexicana.
Debido a esa nueva influencia, en 1927 Cossío del Pomar visita San Miguel de Allende, capital de Guanajuato y reconocida por su casco histórico y sus componentes indígenas en la historia del estado y la ciudad, los que llaman la atención del pintor, quien pasó una temporada ahí, hasta su nueva migración a Europa, en 1929, donde pasó períodos en Bruselas, Florencia y París, entablando amistad con André Breton y Louis Aragon.
En 1931, Cossío del Pomar retorna a Perú, a trabajar en la expansión y fortalecimiento del APRA, apelando a su reputación como artista y colaborando en la aplicación de las ideas apristas en la educación artísticas y la promoción cultural, colocando a la cultura como un vehículo político y no solo como una actividad suntuaria o un pasatiempo. En 1932, con el gobierno de Sánchez Cerro, Haya de la Torre es encarcelado, por lo que Cossío migra a Buenos Aires y Santiago de Chile, donde se entera de que su nombre había entrado a una lista de personajes buscados por el Perú.

## México
En 1937, Cossío del Pomar retorna a México, donde funda la Escuela Universitaria de Bellas Artes en San Miguel de Allende, utilizando parte del antiguo convento de las Hermanas Carmelitas Desalzas. Gracias al apoyo de Lázaro Cárdenas, la propiedad del predio pasó a la escuela, por lo que esta fue abierta en 1938, contando con la dirección artística de Stirling Dickinson. La afluencia de estudiantes trajo nueva prosperidad a la ciudad. Cossío del Pomar regresó al Perú en 1945 cuando el gobierno concedió amnistía a los exiliados. Vendió sus propiedades, que incluían un rancho y la escuela, al abogado de la Ciudad de México, Alfredo Campanella.
A su retorno a San Miguel de Allende en 1950, Cossío se encuentra con que Campanella había llevado a la crisis y luego a la quiebra a la escuela, por lo que con ayuda de autoridades de Guanajuato funda una nueva escuela, que pasó a llamarse el Instituto Allende, hoy vigente. Para tal motivo, se compró el ruinoso palacio renacentista del siglo XVIII que hizo construir el Conde de Canal durante el boom de la plata, con sus amplios terrenos. Renovaron el edificio y también abrieron varias cabañas y un hotel para los visitantes. Stirling Dickinson se convirtió en director de arte del recién inaugurado instituto.

## Últimos años
Cossío residió en México hasta 1954, cuando se trasladó a Madrid, donde vivió hasta 1959, luego de lo que se trasladó a La Habana, animado por la reciente Revolución Cubana. Debido a su desencanto con ese proceso revolucionario, retorno en 1961 a España, trabajando como artista plástico en ciudades como Valencia y Gandía.
En 1980, ya con 92 años, retorno a a Lima, donde falleció un año después, disponiendo que su cuerpo sea traslado a la ciudad de Piura, donando su colección privada de arte para crear un Museo de Arte.

## En la cultura popular
Un barrio del distrito de Castilla, en la ciudad de Piura, lleva el nombre del artista. En el mismo lugar, además, existe una Institución educativa que lleva su nombre.

## Publicaciones
Cossío del Pomar fue escritor, además de pintor, y autor de numerosas obras literarias. Estas incluyen:
- Cossío del Pomar, F. Pintura colonial (1930) que analiza la pintura en el Cuzco y se entusiasma con el arte de los indios y mestizos.
- Cossío del Pomar, F. (1930). Arte y vida de Paul Gauguin. Librería española León Sánchez Cuesta.
- Cossío del Pomar, F. (1942). Biografía narrativa de Víctor Raúl Haya de la Torre
- Cossío del Pomar, F. (1995). Víctor Raúl. Ed. Pachacútec. Edición homenaje al centenario de Haya de la Torre 1895-1995.
- Cossío del Pomar, F. Arte del Perú precolombino (1949)
- Cossío del Pomar, F. Cuzco Imperial ( Cuzco Imperial ), 1952
- Cossío del Pomar, F. Arte del Perú Colonial ( Arte del Perú Colonial ), 1958
- Cossío del Pomar, F. Nuevo Arte (1939). México: Ed. América.
- Cossío del Pomar, F. (1971 [1946]). The Art of Ancient Peru. American Distributor Wittenborn and Company. New York.
- Cossío del Pomar, F. (1971). Arte del antiguo Perú. Ediciones Polígrafa.
- Cossío del Pomar, Felipe; Víctor Raúl Haya de la Torre y Alva Castro, Luis (Ed.) (2010). “El aprismo es un acierto y una profecía”: correspondencia Víctor Raúl Haya de la Torre-Felipe Cossío del Pomar, 1948–1975. Instituto Víctor Raúl Haya de la Torre.
- Cossío del Pomar, F. (1971 [1944]. El hechizo de Gaugin y Ensayo del Arte en subasta. Gobierno Local de Piura. Editorial Pachacutec (primera edición: 1944).